# Ballebro Fyr
Ballebro Fyr er et 6 meter højt fyr ved Als Fjord, 250 m sydøst for Ballebro.  Fyret er opført i 1904 i perioden hvor Sønderjylland var en del af Tyskland. Det danske fyrvæsen overtog fyret i 1920. Det havde ved overtagelsen linse-apparat med spritbrænder. Året efter overtagelsen blev fyret ændret til brug af acetonegas. 1954 blev fyret elektrificeret. 
Ballebro Fyr er konstrueret af jern. 

## Fyrkarakter
Fyret er af fyrkarakteren ISO WRG 2s  Det betyder at lyset skifter i lige lange (iso er en forkortelse for isophase) sekvenser mellem tændt og slukket, når fyret betragtes. 2s er tiden: 2 sekunder. 